# Fabri-Picasso-Theorem
Das Fabri-Picasso-Theorem, nach Elio Fabri und Luigi Ettore Picasso, ist ein Theorem aus der Quantenfeldtheorie. Es besagt, dass die Operatornorm des Ladungsoperators unendlich ist, wenn die zugrundeliegende Symmetriegruppe explizit oder spontan gebrochen wird. Daraus folgt, dass der Ladungsoperator nicht als Operator auf den Zustandsraum angesehen und entsprechend keine Ladung als Eigenwert eines Zustandes definiert werden kann. In diesem Sinn gehört das Fabri-Picasso-Theorem zu den no-go-Theoremen der Quantenfeldtheorie.
Eine Folge des Fabri-Picasso-Theorems ist, dass im Standardmodell aufgrund der spontanen Symmetriebrechung bei der elektroschwachen Wechselwirkung (im Rahmen des Higgs-Mechanismus) eine elektrische Ladung für die elektromagnetische Wechselwirkung existiert, aber keine analoge Ladung für die schwache Wechselwirkung.

## Beweis
Angenommen, es existiert ein hermitescher Ladungsoperator {\displaystyle {\hat {Q}}}, der auf dem Zustandsraum operiert. Angewandt auf den Zustand des Quantenvakuums {\displaystyle |\Omega \rangle } gilt aufgrund der Translationsinvarianz des Vakuums und der Tatsache, dass der Ladungsoperator mit dem Impulsoperator {\displaystyle {\hat {P}}} vertauscht:
{\displaystyle \langle \Omega |{\hat {Q}}{\hat {Q}}|\Omega \rangle =\int \mathrm {d} ^{3}x\,\langle \Omega |j^{0}(x){\hat {Q}}|\Omega \rangle =\int \mathrm {d} ^{3}x\,\langle \Omega |e^{-\mathrm {i} {\hat {P}}\cdot x}j^{0}(0){\hat {Q}}e^{\mathrm {i} {\hat {P}}\cdot x}|\Omega \rangle =\int \mathrm {d} ^{3}x\,\langle \Omega |j^{0}(0){\hat {Q}}|\Omega \rangle }
Der Integrand ist in der letzten Form manifest ortsunabhängig; für ein finites Resultat muss also {\displaystyle {\hat {Q}}|\Omega \rangle =0} gelten. Exakt dies ist nur für ungebrochene Symmetrien der Fall.

## Anwendung auf das Standardmodell
Der Higgs-Mechanismus führt zu einem Vakuumerwartungswert ungleich Null, so dass
{\displaystyle |\Omega \rangle ={\frac {1}{\sqrt {2}}}{\begin{pmatrix}0\\v\end{pmatrix}}}
ist ({\displaystyle v} hat die Dimension einer Energie: {\displaystyle v\approx 246\,{\text{GeV}}}).
Die Generatoren der durch den Higgs-Mechanismus gebrochenen {\displaystyle SU(2)_{L}\otimes U(1)_{Y}}-Symmetriegruppe sind
- die drei Pauli-Matrizen {\displaystyle \sigma _{1},\sigma _{2},\sigma _{3}} für die {\displaystyle SU(2)_{L}}
- die Einheitsmatrix {\displaystyle I} für die {\displaystyle U(1)_{Y}}.

Es existiert genau eine nichttriviale Linearkombination, die das Vakuum annihiliert:
{\displaystyle ({\tfrac {1}{2}}\sigma _{3}+{\tfrac {1}{2}}I_{2})|\Omega \rangle =0}.
Aus den Definitionen des schwachen Isospins {\displaystyle T} als Ladung der {\displaystyle SU(2)_{L}} und der schwachen Hyperladung {\displaystyle Y_{W}} als Ladung der {\displaystyle U(1)_{Y}} folgt, dass nach der Symmetriebrechung genau eine valide Ladung übrig bleibt – die elektrische Ladung:
{\displaystyle Q=T_{3}+{\tfrac {1}{2}}Y_{W}}